# Кубок Албанії з футболу 2014—2015
Кубок Албанії з футболу 2014–2015 — 63-й розіграш кубкового футбольного турніру в Албанії. Титул вдруге здобув Лачі.

## Попередній раунд
| Команда 1            | Рахунок | Команда 2        |
| -------------------- | ------- | ---------------- |
| 29 серпня 2014       |         |                  |
| Хімара (3)           | 3:0     | Білішт Спорт (3) |
| Альбпетрол Патос (3) | 0:1     | Вора (3)         |

## 1/16 фіналу
Перші матчі відбулись 1 жовтня, а матчі-відповіді — 22 жовтня 2014 року.
| Команда 1           | Заг.    | Команда 2        | 1-й матч | 2-й матч |
| ------------------- | ------- | ---------------- | -------- | -------- |
| Вора (3)            | 2:10    | Кукесі           | 1:4      | 1:6      |
| Велечіку Коплік (2) | 2:2 (ч) | Беса (2)         | 0:0      | 2:2      |
| Буррель (2)         | 0:2     | Люшня (2)        | 0:1      | 0:1      |
| Шкумбіні (2)        | 3:3 (ч) | Ельбасані        | 2:2      | 1:1      |
| Камза (2)           | 0:5     | Фламуртарі       | 0:0      | 0:5      |
| Ілірія (2)          | 1:5     | Партизані        | 0:3      | 1:2      |
| Хімара (3)          | 1:20    | Скендербеу       | 1:10     | 0:10     |
| Нафтетарі (2)       | 1:5     | Лачі             | 0:2      | 1:3      |
| Динамо (Тирана) (2) | 0:8     | Аполонія         | 0:4      | 0:4      |
| Ада (2)             | 2:3     | Кастріоті (2)    | 1:1      | 1:2      |
| Мамурраш (2)        | 2:3     | Влазнія          | 0:2      | 2:1      |
| Беселіджа (2)       | 2:5     | Теута            | 0:2      | 2:3      |
| Сопоті (2)          | 1:4     | Тирана           | 0:3      | 1:1      |
| Поградеці (2)       | 2:0     | Бутринті (2)     | 2:0      | 0:0      |
| Томорі (Берат) (2)  | 2:3     | Тарбуні Пука (2) | 1:2      | 1:1      |
| Люфтерарі (2)       | 3:4     | Бюліс (Балш) (2) | 2:1      | 1:3      |

## 1/8 фіналу
Перші матчі відбулись 5 листопада, а матчі-відповіді — 19-20 листопада 2014 року.
| Команда 1           | Заг. | Команда 2  | 1-й матч | 2-й матч |
| ------------------- | ---- | ---------- | -------- | -------- |
| Велечіку Коплік (2) | 1:9  | Фламуртарі | 1:6      | 0:3      |
| Ельбасані (2)       | 2:5  | Лачі       | 2:3      | 0:2      |
| Люшня (2)           | 1:5  | Партизані  | 0:1      | 1:4      |
| Кастріоті (2)       | 0:4  | Влазнія    | 0:4      | 0:0      |
| Поградеці (2)       | 2:7  | Кукесі     | 0:2      | 2:5      |
| Аполонія            | 2:1  | Теута      | 2:1      | 0:0      |
| Тарбуні Пука (2)    | 1:6  | Скендербеу | 0:0      | 1:6      |
| Бюліс (Балш) (2)    | 0:7  | Тирана     | 0:1      | 0:6      |

## Чвертьфінали
Перші матчі відбулись 4 лютого, а матчі-відповіді — 18 лютого 2015 року.
| Команда 1  | Заг. | Команда 2  | 1-й матч | 2-й матч |
| ---------- | ---- | ---------- | -------- | -------- |
| Влазнія    | 0:2  | Кукесі     | 0:2      | 0:0      |
| Тирана     | 5:2  | Аполонія   | 2:2      | 3:0      |
| Фламуртарі | 2:4  | Скендербеу | 1:1      | 1:3      |
| Партизані  | 2:3  | Лачі       | 2:0      | 0:3 дч   |

## Півфінали
Перші матчі відбулись 8 квітня, а матчі-відповіді — 22 квітня 2015 року.
| Команда 1 | Заг. | Команда 2  | 1-й матч | 2-й матч |
| --------- | ---- | ---------- | -------- | -------- |
| Кукесі    | 2:1  | Скендербеу | 1:0      | 1:1      |
| Тирана    | 0:1  | Лачі       | 0:0      | 0:1      |

## Фінал
| 29 травня 2015 20:00 (CET) |

| Кукесі       | 1:2      | Лачі                 |
| ------------ | -------- | -------------------- |
| Хасані 45+1' | Протокол | Веляй 29' Аденії 61' |

| Кемаль Стафа, Тирана Глядачів: 6 000 Арбітр: Лоренц Єміні |